# Hawthorn Corner
Hawthorn Corner est une localité anglaise située dans le comté du Kent. Elle fait partie de la paroisse civile de Herne and Broomfield.